# Bistum Tarahumara
Das Bistum Tarahumara (lat.: Dioecesis Tarahumarensis, span.: Diócesis de Tarahumara) ist eine in Mexiko gelegene römisch-katholische Diözese mit Sitz in Guachochi.

## Geschichte
Das Bistum Tarahumara wurde am 6. Mai 1950 durch Papst Pius XII. aus Gebietsabtretungen des Bistums Chihuahua als Mission sui juris Tarahumara errichtet. Die Mission sui juris Tarahumara wurde am 23. Juni 1958 durch Pius XII. mit der Apostolischen Konstitution Si qua inter zum Apostolischen Vikariat erhoben.
Am 20. Dezember 1993 wurde das Apostolische Vikariat Tarahumara durch Papst Johannes Paul II. mit der Apostolischen Konstitution Cum esset zum Bistum erhoben und dem Erzbistum Chihuahua als Suffraganbistum unterstellt.

## Ordinarien

### Apostolische Vikare von Tarahumara
- Salvador Martínez Aguirre SJ, 1958–1973
- José Alberto Llaguno Farias SJ, 1975–1992

### Bischöfe von Tarahumara
- José Luis Dibildox Martínez, 1993–2003, dann Bischof von Tampico
- Rafael Sandoval Sandoval MNM, 2005–2015, dann Bischof von Autlán
- Juan Manuel González Sandoval MNM, seit 2017